# 奧爾加 (亞利桑那州)
奧爾加（英語：Olga）是位於美國亞利桑那州科奇斯縣的一個非建制地區。該地的面積和人口皆未知。

## 地理
奧爾加的座標為32°17′59″N 109°21′33″W / 32.29972°N 109.35917°W，而該地的平均海拔高度為1107米（即3632英尺）。